# Bohyně úsvitu

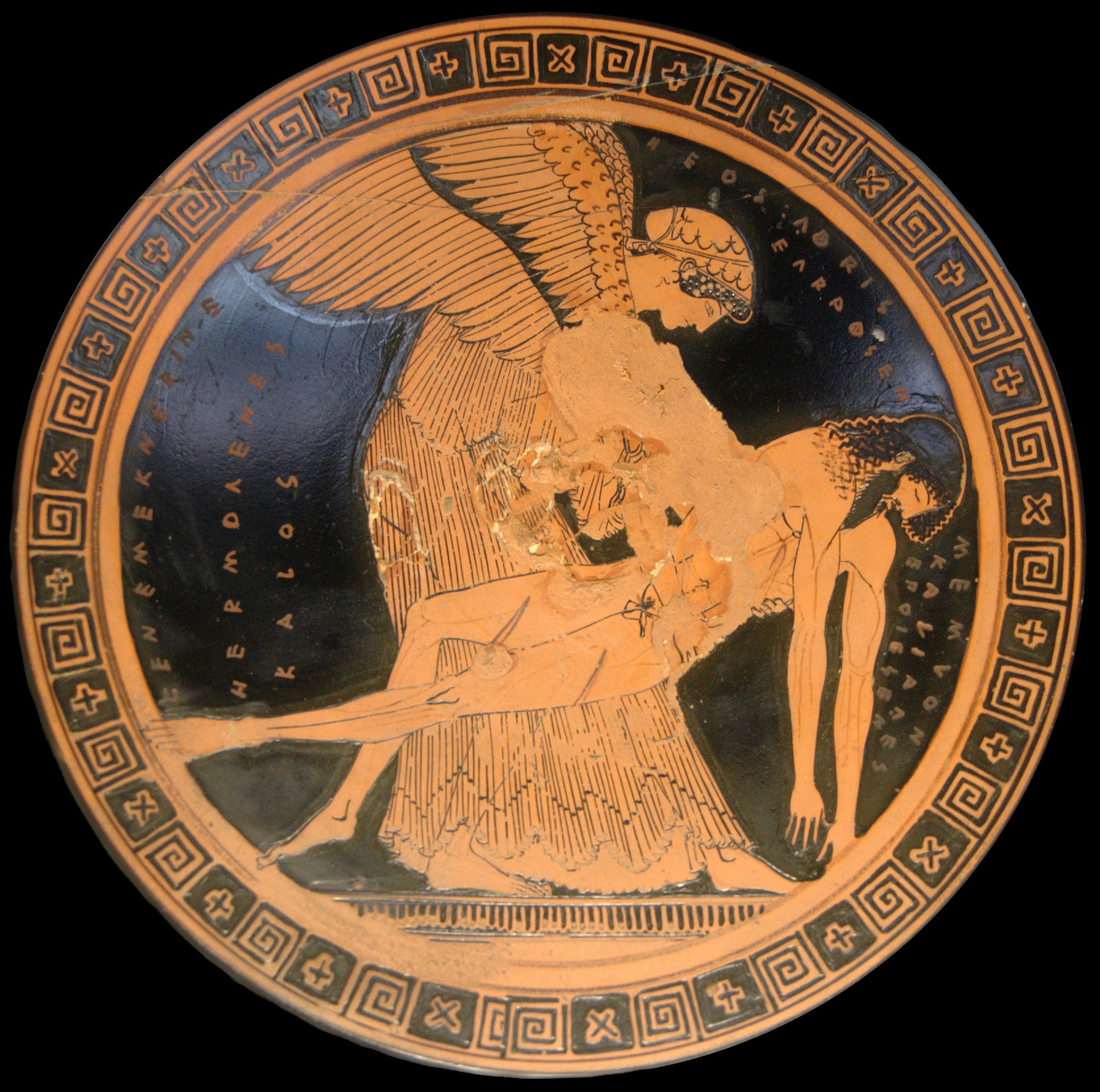
Eos zvedající tělo svého syna Memnóna. Vyobrazení na dně attické červenofigurové číše, 490-480 př. n. l., Capua, Itálie

*Ausós „Úsvita“, zapisováno též *Hₐéusōs, je rekonstruovaná bohyně úsvitu v praindoevropském náboženství. Jméno je rekonstruováno na základě pozdějších indoevropských božstev jako je védská Ušas, řecká Éós, latinská Aurora, litevská Aušrinė, lotyšský Auseklis a několika dalších souvisejících slov. Mýty a představy spojené s Ausós lze také rekonstruovat na základě dalších postav, jejichž jméno je etymologicky nesouvisející, jako je irská Brigid nebo římská Mater Matuta.
Mezi témata jež spojuje různá indoevropská božstva úsvitu náleží například motiv „neochotného úsvitu“, jež otálí se začátkem dnem a je potrestán, otevírání dveří Nebes, péče této bohyně o děti svého sourozence, její nové zrození každé ráno, zmínky o jejím tanci a erotické nevázanosti, spojení se zlatou či zlatorudou barvou a světlem nebo její označování jako „dcery Nebes“. Jako mnohá jiná indoevropská božstva má také svůj vlastní vůz tažený koňmi. Typově je jí blízká jiná praindoevropská bohyně - „dcera Slunce“.

## Etymologie
Praindoevropské jméno bohyně úsvitu je rekonstruováno z výrazu pro úsvit či jitro,
- James Mallory a D. Q. Adams rekonstruují jméno této bohyně jako *haéusōs a odvozují jej z *haewes „zářit, svítit, lesknout se“.[3]
- Julius Pokorny jméno rekonstruuje jako *au̯es „zářit, zlato, úsvit“[4]
- Martin L. West odvozuje jméno z *h2us/h2eus „zářit (rudě), plamen“

Bohyně úsvitu může být titulována jako „dcera nebes“ či „nebeské dcera“, tento titul je rekonstruován jako *dhuĝhatḗr diwós a ozývá se ve starořeckém thugatér Dios „dcera Diova“, sanskrtském duhitā́ diváh a litevském diẽvo duktẽ. Sanskrtský výraz je užíván pro Ušasu, litevský pro Saulytė „sluníčko“ – slunce či sluneční bohyni Saulẽ, řecký pro několik různých bohyň, včetně Afrodité a Athény, ale také pro Helenu. V případě Éós je dědictvím takového titulu pravděpodobně její přízvisko Día „zařící, nebeská“. 
S bohyní úsvitu lze také spojit titul *bhr̥ĝhn̥tiha „vznešený, výšinný“, který se ozývá v sanskrtském br̥hatī „vznešený, výšinný“, kterým je titulována mimo jiné Ušas, a ve jméně keltských bohyň Brigantie a Brigid.

## Dědičky a příbuzní
V různých indoevropských mytologiích lze nalézt řadu božstev a jiných postav které svým jménem odpovídají praindoevropskému *hₐéusōs či její jejich jméno blízce příbuzné:
- védská Ušas (उषस्), bohyně úsvitu
- zarathuštrická Ušå „úsvit“ vzývaná v Ušahen gáhu[2][5]
- řecké Éós (Ἠώς ), bohyně úsvitu, latinské jméno Aurora pro tutéž bohyni
- arménská Ayg (այգ), bohyně úsvitu[6]
- staroseverské Aurvandil, postava ze severské mytologie z jejíhož palce Thór vytvořil hvězdu, v a staroangličtině Ēarendel[7][8]
- anglosaská bohyně Ēostre, starohornoněmecky *Ōstara
- staroseverské Austri „východní“, jméno z jednoho trpaslíků světových směrů[9]
- litevská Aušrinė, personifikace úsvitu
- lotyšský Auseklis, personifikace úsvitu

Mezi další božstva a postavy jež nesou rysy bohyně úsvitu či jsou jí příbuzné patří:
- irská bohyně Brigid, britská Brigantia
- zarathuštrická daeví-démonka Bušjastá zpožďující příchod dne[10]
- řecká Euryfaseia „široce zářící“, matka Hélia, Seléné a Éóji, nejspíše totožná s titánkou Theiou, původně snad jiné jméno pro Éos[2]

Bohyním úsvitu se podobají také různá božstva a personifikace jitřenky, večernice a planety Venuše
- řecký Éósforos (latinsky Fosforus či Lucifer) „Světlonoš“ a Héosforos „Jitronoš“ – personifikace jitřenky
- řecký Hesperos (latinsky Hesperus či Vesper), personifikace večernice a Hesperidky, nymfy večera a západu slunce
- severský Aurvandil a anglosaský Earendel „Zářící poutník“, pravděpodobně personifikace Venuše či jitřenky
- severský Dellingr, otec Daga „Dne“, snad personifikace úsvitu či Jitřenky
- védský Šukra, personifikace planety Venuše

Mimo indoevropská náboženství lze zmínit například sumersko-akkadskou bohyni Innanu-Ištar, která je spojována s planetou Venuší, nebo šintoistickou bohyni úsvitu Ama no Uzume.

## Společné rysy
Indoevropské bohyně úsvitu nesou celou řadu společných rysů, především ve védském a řeckém prostředí což naznačuje existenci společné tradice přinejmenším z řecko-árjského období. Bohyně úsvitu je často chápaná jako každé ráno nově zrozená, nesmrtelná a věčně mladá. Je dcerou nebeského boha nebo je alespoň s nebesy spojována. Může být také označována za matku slunečního boha.
V její symbolice hrají důležitou roli její prsty, ruce či široká náruč označované jako „růžové“, „zlaté“ či „dobré“ odkazující na sluneční paprsky. Bývá oděna světlem, zlatem, stříbrem, hedvábím či látkou šafránové barvy. Vyniká velkou krásou, smíchem, tanečním uměním a svůdností. Stejně jako sluneční bůh jezdí po obloze ve voze taženém koňmi, zároveň je však také spojena s voly či krávami a to červenými, což odkazuje na červánky. S bohyní úsvitu také souvisí některé jarní slavnosti jako jsou řecké Airorai, římská Matralia nebo germánská Ēosturmōnaþ.

## Hypotézy

### Nebeský incest
Historik náboženství a indoeuropeista Peter Jackson se domnívá že mohl existovat mýtus o tom jak po Ausós-Úsvitě zatoužil její otec Djéus-Nebe. Svoji hypotézu zakládá především na védském materiálu, v Rgvédu lze nalézt narážky na takový mýtus o Djausovi a Ušase, v pozdějších textechje pak Djaus nahrazen Pradžápatim. V těchto příbězích Djaus-Prádžapati pronásleduje Ušasu v podobě jelena či srnce, je však napaden ostatními bohy, kteří chtějí zabránit incestu. Když při útoku jeho semeno padne na zem stane se zdrojem života.
S tímto mýtem může souviset mýtus o bohyni Saranjú a zrození Ašvinů. V jednom z rgvédských hymnů se vypráví o tom jak Tvaštar provdal svou dceru Saranjú za smrtelníka Vivasvána. Ta v té chvíli již byla těhotná s Ašviny a během cesty do příbytku svého manžela byla unesena či skryta bohy, kteří Vivasvánovi místo ní předložili její dvojnici savarná „stejného vzhledu“. V pozdější verzi téhož mýtu obsažené v díle Brhad-devatá, sbírce védských mýtů z 4. století př. n. l., se vyprráví že bohyně Saranjú byla zasnoubena se slunečním bohem Vivasvánem, ale že před ním prchala v podobě klisny. Bůh se pak proměnil v hřebce a když se ji pokusil oplodnit potřísnil svým semenem zemi, semeno se dostalo Saranjú do nosu a tak byli počati Ašvinové.
Jackson se domnívá že uvedené verze jsou ohlasy staršího mýtu v kterém Djéus počal s Ušasou Ašviny a následně jí zaslíbil smrtelníkovi. Na cestě za svým snoubencem byla Ušas skryta skupinou bohů, jež vytvořili její repliku aby Vivasvána oklamali, a ta zplodila Ašviny. Jackson navíc po vzoru Vittore Pisaniho vykládá jméno Helena z kořene *sel- „uvolnit, skákat“ a považuje její jméno za odpovídající védské Saranjú. Helena je také, stejně jako Saranjú, úzce spojena s postavami Božských Blíženců, obě jsou uneseny či skryty před svými manžely a u obou se vyskytuje motiv repliky. Genealogické rozdíly mezi Saranjú a Helenou lze podle Jacksona vysvětlit právě motivem nebeského incestu. V řecké tradici byl položen důraz na to že Helena je Diovou dcerou a Dioskúrové tak byli označeni za její bratry, tak v indické tradici byl zachován motiv jejího mateřství vůči Ašvinům a motiv jejich sourozeneckého vztahu zmizel.